# Ziekte van Hirschsprung
De ziekte van Hirschsprung of congenitaal megacolon is een aangeboren afwijking van de darmen die voornamelijk voorkomt in het laatste deel van het colon (dikke darm). Het is een relatief zeldzame aandoening die bij ongeveer 1 op de 5000 levendgeborenen voorkomt. De ziekte van Hirschsprung wordt vaker gezien bij jongens. Tevens komt zij in 21% van de gevallen voor in combinatie met andere aangeboren afwijkingen. Er is vooral een sterke associatie met het syndroom van Down, dat in 3-9% van de gevallen van de ziekte van Hirschsprung gezien wordt. De ziekte van Hirschsprung wordt gekenmerkt door de afwezigheid van zenuwcellen van het enterisch zenuwstelsel (autonoom zenuwstelsel) die normaal verantwoordelijk zijn voor de peristaltiek van de darmen. Door afwezigheid van deze specifieke zenuwcellen (ganglioncellen) kan het aangedane stuk colon niet ontspannen met een ernstige constipatie als gevolg. De ziekte presenteert zich daardoor vaak al op heel jonge leeftijd met een vertraagde passage van meconium, constipatie, braken en uiteindelijk een bolle buik door sterke uitzetting van de darmen. De aandoening dankt haar naam aan de Deense kinderarts Harald Hirschsprung, die in 1888 de ziekte voor het eerst beschreef bij twee kinderen die overleden aan de gevolgen ervan.

## Oorzaak
Gedacht wordt dat de afwezigheid van ganglioncellen wordt veroorzaakt door een foutieve migratie van neurale lijst cellen in de darmen tijdens de foetale ontwikkeling. Normaal migreren deze neurale lijst cellen vanuit de slokdarm richting de anus gedurende de 5e tot 12e week van de zwangerschap. De lengte van het aangedane stuk darm hangt hierdoor ook af van het moment waarop de migratie fout gaat. Bij een vroege stranding van de migratie kan het volledige colon aangedaan zijn. Anderzijds kan bij een late stranding alleen het laatste stuk van het colon of zelfs alleen het anale kanaal zijn aangedaan. De ziekte kan geclassificeerd worden op basis van de lengte van het aangedane stuk colon. De meest voorkomende variant is de kortsegmentziekte (alleen het rectum en sigmoïd) die in 78-80% van de patiënten voorkomt. Een andere variant is de langsegmentziekte (rectum, sigmoïd, colon descendens en colon transversum) die maar in 14-22% van de patiënten voorkomt. Als laatste is er ook nog een relatief zeldzame variant die het gehele colon of zelfs een deel van het uiteinde van de dunne darm beslaat, deze wordt gezien in 4-13% van de patiënten. Er zijn momenteel twee theorieën over waarom de neurale lijst cellen hun eindbestemming niet bereiken. De eerste theorie is dat de neurale lijst cellen te vroeg uitrijpen en differentiëren naar ganglioncellen, al voordat ze op hun bestemming zijn aangekomen. De tweede theorie is dat de cellen hun eindbestemming wel bereiken maar daar falen uit te rijpen in ganglioncellen.
Verschillende factoren zoals de hogere incidentie in broers en zussen, de hogere incidentie in mannen en de hogere incidentie van andere aangeboren afwijkingen maken het waarschijnlijk dat er een onderliggende genetische basis is voor de ziekte van Hirschsprung. Tot op heden zijn er al een vijftal genen geïdentificeerd (RET, GDNF, EDNRB, EDN3 en SOX10). Deze genen spelen een rol bij slechts een deel van de Hirschsprung-patiënten (20-30 %), wat het waarschijnlijk maakt dat andere nog niet geïdentificeerde genen ook een rol zouden kunnen spelen.

## Ziekteverschijnselen
De ziekte van Hirschsprung presenteert zich vaak vroeg na de geboorte met een vertraagde (of helemaal geen) passage van meconium in de eerste 48 uur in 60-90% van de patiënten. Vanwege deze vroege presentatie wordt het merendeel van de patiënten al op neonatale leeftijd gediagnosticeerd. Andere verschijnselen zijn een uitgezette buik, voedingsintolerantie en gallig braken. Patiënten die een korter aangedaan stuk colon hebben kunnen minder klachten ervaren en worden soms pas op oudere leeftijd gediagnosticeerd. De differentiaal diagnose van de ziekte van Hirschsprung bestaat uit een spijsverteringskanaalatresie, een malrotatie, een anorectale malformatie, het misbruik van verdovende middelen of een elektrolyt stoornis.
Een andere presentatie van de ziekte van Hirschsprung is de hirschsprunggeassocieerde enterocolitis. Dit is een ontsteking van het colon die zich kenmerkt door sterk stinkende diarree, koorts en een sterk uitgezette buik. De oorzaak hiervoor is het vastlopen van de ontlasting wat zorgt voor bacteriële overgroei, uitzetting van de darmen en mogelijk ischemie. Wanneer dit ziektebeeld niet tijdig herkend en behandeld wordt kunnen de gevolgen fataal zijn. Hoewel chirurgie wordt gezien als definitieve behandeling kan de Hirschsprung geassocieerde enterocolitis ook na het ingrijpen voor komen.

## Diagnose
De diagnose kan gesteld worden door middel van het uitvoeren van een biopsie van het rectum (rectumzuigbiopt). Dit is momenteel de gouden standaard voor de diagnose van de ziekte van Hirschsprung. Hierbij wordt een stukje weefsel uit het rectum genomen dat vervolgens wordt onderzocht op de aanwezigheid van ganglioncellen en zenuwbundelproliferatie. Dit onderzoek kan aangevuld worden met een anorectale manometrie en een coloninloopfoto indien er nog twijfel bestaat over de diagnose. Wanneer deze drie onderzoeken nog steeds geen duidelijkheid hebben verschaft kan een full-thicknes-biopt worden verricht. Hierbij wordt meer weefsel verkregen dan bij een rectumzuigbiopt met daardoor een betrouwbaardere uitslag. Tevens zijn hier wel meer risico’s aan verbonden.

## Behandeling
De behandeling hangt af van de ziekteverschijnselen en de lengte van het aangedane stuk darm. De kern van de behandeling is het verwijderen van het aangedane stuk darm om zo de continuïteit van de darmen te herstellen. Wanneer de ziekte beperkt is tot het anale kanaal kan soms volstaan worden met een laxeermiddel of het klieven van de interne anale sfincter. Bij langere varianten is uitgebreider chirurgisch ingrijpen nodig. Er zijn meerdere technieken beschreven voor het verwijderen van het aangedane stuk colon. De meest gebruikte technieken zijn de endorectale procedure volgens Soave, de rectosigmoïdectomie beschreven door Swenson en Bill en als laatste de rectorectale-transanale benadering van Duhamel. Soms kan het nodig zijn om eerst een tijdelijk ontlastend stoma aan te leggen om de darmen de kans te geven zich te herstellen van een ontsteking of sterke uitzetting.
Het merendeel van de patiënten bereikt uiteindelijk redelijke uitkomsten, vooral na het bereiken van de adolescentie. Klachten die na de chirurgische behandeling kunnen blijven bestaan zijn lichte tot ernstige constipatie en incontinentie voor ontlasting. Aanhoudende constipatie kan behandeld worden door middel van laxeermiddelen en spoelen van de darmen. Soms kan het nodige zijn om wederom chirurgisch in te grijpen om de oorzaak van de aanhoudende constipatie te behandelen.
Er is geen duidelijk verschil in uitkomsten tussen de verschillende chirurgische technieken. Hierdoor wordt de keuze van de behandeling vooral bepaald door de expertise en de voorkeur van de behandelende chirurg.